# Carcastillo
Carcastillo es una villa y municipio compuesto español de la Comunidad Foral de Navarra, es la localidad más septentrional situada en la merindad de Tudela, en la comarca de la Ribera Arga-Aragón y a 70 km de la capital de la comunidad, Pamplona. Su población en 2017 fue de 2491 habitantes (INE). Además del propio Carcastillo, el concejo de Figarol forma parte también de este municipio al igual que el Monasterio de la Oliva donde también vive una comunidad de monjes. Sin embargo, ambas, tanto municipio como monasterio individualmente, son congozantes de la Comunidad de Bardenas Reales formada por 22 entidades. Fue villa abacial o abadenga durante muchos siglos, desde 1162 hasta la primera mitad del siglo XIX en que desaparecieron este tipo de jurisdicciones.

## Toponimia
El nombre tradicional del pueblo ha sido, desde su fundación en el siglo X romance: Carcastillo o Carcastiello (en romance navarro). Uno de sus significados podría ser 'castillo de Car'. Julio Caro Baroja es el que más ha estudiado este nombre, relacionándolo con los pueblos de Cárcar y Santacara así como con la presencia de la tribu prerromana de los carenses. Una idea ya presente en 1802, en la descripción de la villa hecha en el Diccionario geográfico-histórico de España, donde se apunta a que «llamóse en lo antiguo Caracastellum, y algunos pretenden, aunque sin fundamento, sea la población de los carenses.» Caro Baroja, como apunta Mikel Belasko, también considera la palabra vasca gara (elevación, altura), aunque no descarta que tenga que ver con nombres ibéricos como caraca o characa, según los cuales Cárcar significaría 'castillo'.
En el caso de la forma del nombre Carocastello, del año 1129, podría pensarse siempre según él, en el nombre personal indígena, porque Carus o Caro es un nombre romano, pero también aparece en la onomástica celtíbera. En algún documento, el nombre también aparece como Caro Castro, lo que, además de confirmar el uso simultáneo de las palabras Castellum y Castrum, le evocaría el nombre de Punicastro a, otro famoso castillo de la Berrueza, que se documenta en la antroponimia medieval con el nombre propio Punius. Ricardo Cierbide apoya estas ideas.
La versión vasca de este nombre nacerá probablemente de una adaptación del nombre romance al pronunciamiento vasco de los euskaldunes de Aezkoa, Salazar y Roncal, ya que este era frecuentado por los pirenaicos en sus viajes entre los pastos de las Bardenas Reales y los valles montañosos. En aezkoano se ha registrado el nombre de Zarakastelu; en salacenco, Zarrakaztelu (forma oficial según Euskaltzaindia); y en roncalés, Kargastulu.
En la Proposición de Topónimos de Euskal Herria de la Secretaría Vasca de Bayona de 1964, aparece con la traducción de Larrate al euskera, y en el Nomenclátor de los Municipios Vascos de 1979, Euskaltzaindia proponía la forma de Zaharrakaztelu, aunque la academia eligió en 1990 la forma Zarrakaztelu.

## Geografía
Desde la descripción que se realizara y registrara en la primera mitad del siglo XIX en el Diccionario de Pascual Madoz la evolución de la villa ha tenido sus altibajos.
La localidad de Carcastillo está situada en la parte sudeste de la Comunidad Foral de Navarra, dentro de la región geográfica de la Ribera de Navarra y a una altitud de 351 m s. n. m. Su término municipal tiene una superficie de 97 km² y limita al norte como los municipio de Murillo el Fruto, Gallipienzo y Cáseda; al este con los de Sos del Rey Católico y Sádaba ambos en la provincia de Zaragoza y la comunidad autónoma de Aragón; al sur con las Bardenas Reales y el municipio de Mélida, y al oeste con el de Santacara.
A 1,5 km goza de un parque natural denominado la Estanca de los Dos Reinos que, en un principio, era tanto de Navarra como de Aragón. Más tarde pasó a ser todo el parque de Navarra pero siguió manteniendo su nombre. Es un espacio reservado principalmente a aves migratorias como patos u otras aves. En la laguna está prohibido pescar, pero es un gran sitio para visitar, donde además, cuenta con una caseta como hogaril.

## Demografía
Carcastillo cuenta con una población de 2411 habitantes (INE 2024).
| Gráfica de evolución demográfica de Carcastillo entre 1842 y 2021 |
| |
| Población de derecho según los censos de población del INE Población de hecho según los censos de población del INEEn este censo se denominaba Carcastillo con la Oliva: 1842 |

En 2019, según el Instituto de Estadística de Navarra, Carcastillo (incluyendo La Oliva) tendría 2181 habitantes y Figarol 314 sumando un total de 2495.

## Símbolos

### Escudo
El escudo de armas de la villa de Carcastillo tiene el siguiente blasón:

Trae de plata y un castillo de oro de tres torres, la de en medio más alta que las laterales, almenadas de tres, el todo mazonado de gules. Por timbre una corona abierta.

Este escudo «ofrece la anomalía de figurar metal sobre metal, que contraviene las leyes de la heráldica.»
En las vidrieras del Palacio de Navarra aparece pintado otro escudo erróneo, que probablemente perteneció a algún abad del Monasterio de la Oliva. Ese escudo tiene el siguiente blasón:

De azur en jefe y centro y de sinople en punta, un arco de oro y tres monjes orantes del mismo metal. En el centro del jefe la figura del señor bendiciendo, en su color natural, flanqueado por estrellas de plata y un creciente ranversado de oro. En el flanco siniestro un ciervo rampante y un perro corriendo de plata. En el diestro un árbol de sinople y dos pájaros de plata volando.

## Administración y política
| Periodo   | Nombre                    | Partido | Partido                            |
| --------- | ------------------------- | ------- | ---------------------------------- |
| 2003-2007 | Jesús Mugueta Sierra      |         | Independientes de Carcastillo (IC) |
| 2007-2011 | Julio Prieto Arbeloa      |         | Unión del Pueblo Navarro (UPN)     |
| 2011-2015 | Constantino Alfaro Cortes |         | Independientes de Carcastillo (IC) |
| 2015-2023 | Javier Igal Iguaz         |         | Independientes de Carcastillo (IC) |
| 2023-act. | Olaia Fraile García       |         | Independientes de Carcastillo (IC) |

| Partido político | Partido político                               | 2023  | 2023       | 2019               | 2019               | 2015  | 2015       | 2011  | 2011       | 2007  | 2007       | 2003  | 2003       | 1999  | 1999       | 1995  | 1995       |
| Partido político | Partido político                               | %     | Concejales | %                  | Concejales         | %     | Concejales | %     | Concejales | %     | Concejales | %     | Concejales | %     | Concejales | %     | Concejales |
|                  | Independientes de Carcastillo (IC)             | 55,59 | 6          | 65,90              | 8                  | 54,80 | 6          | 41,75 | 5          | 41,02 | 5          | 49,94 | 6          | 43,02 | 5          | —     | —          |
|                  | Unión del Pueblo Navarro (UPN)                 | 41,73 | 5          | Navarra Suma (NA+) | Navarra Suma (NA+) | 41,04 | 5          | 34,06 | 4          | 49,29 | 6          | 37,77 | 4          | 27,28 | 3          | 34,75 | 4          |
|                  | Navarra Suma (NA+)                             | —     | —          | 31,07              | 3                  | —     | —          | —     | —          | —     | —          | —     | —          | —     | —          | —     | —          |
|                  | Partido Popular (PP)                           | —     | —          | Navarra Suma (NA+) | Navarra Suma (NA+) | —     | —          | 5,41  | 0          | —     | —          | —     | —          | —     | —          | —     | —          |
|                  | Partido Socialista de Navarra (PSN-PSOE)       | —     | —          | —                  | —                  | —     | —          | 15,01 | 2          | —     | —          | 9,98  | 1          | 7,37  | 1          | 23,71 | 3          |
|                  | Convergencia de Demócratas de Navarra (CDN)    | —     | —          | —                  | —                  | —     | —          | —     | —          | 4,54  | 0          | —     | —          | —     | —          | —     | —          |
|                  | Iniciativa de Figarol (IF)                     | —     | —          | —                  | —                  | —     | —          | —     | —          | —     | —          | —     | —          | 20,57 | 2          | —     | —          |
|                  | Iniciativa Democrática para Carcastillo (IDOC) | —     | —          | —                  | —                  | —     | —          | —     | —          | —     | —          | —     | —          | —     | —          | 19,92 | 2          |
|                  | Alternativa Independiente Popular (AIP)        | —     | —          | —                  | —                  | —     | —          | —     | —          | —     | —          | —     | —          | —     | —          | 12,44 | 1          |
|                  | Plataforma de Independientes de España (PIE)   | —     | —          | —                  | —                  | —     | —          | —     | —          | —     | —          | —     | —          | —     | —          | 7,24  | 1          |

## Historia

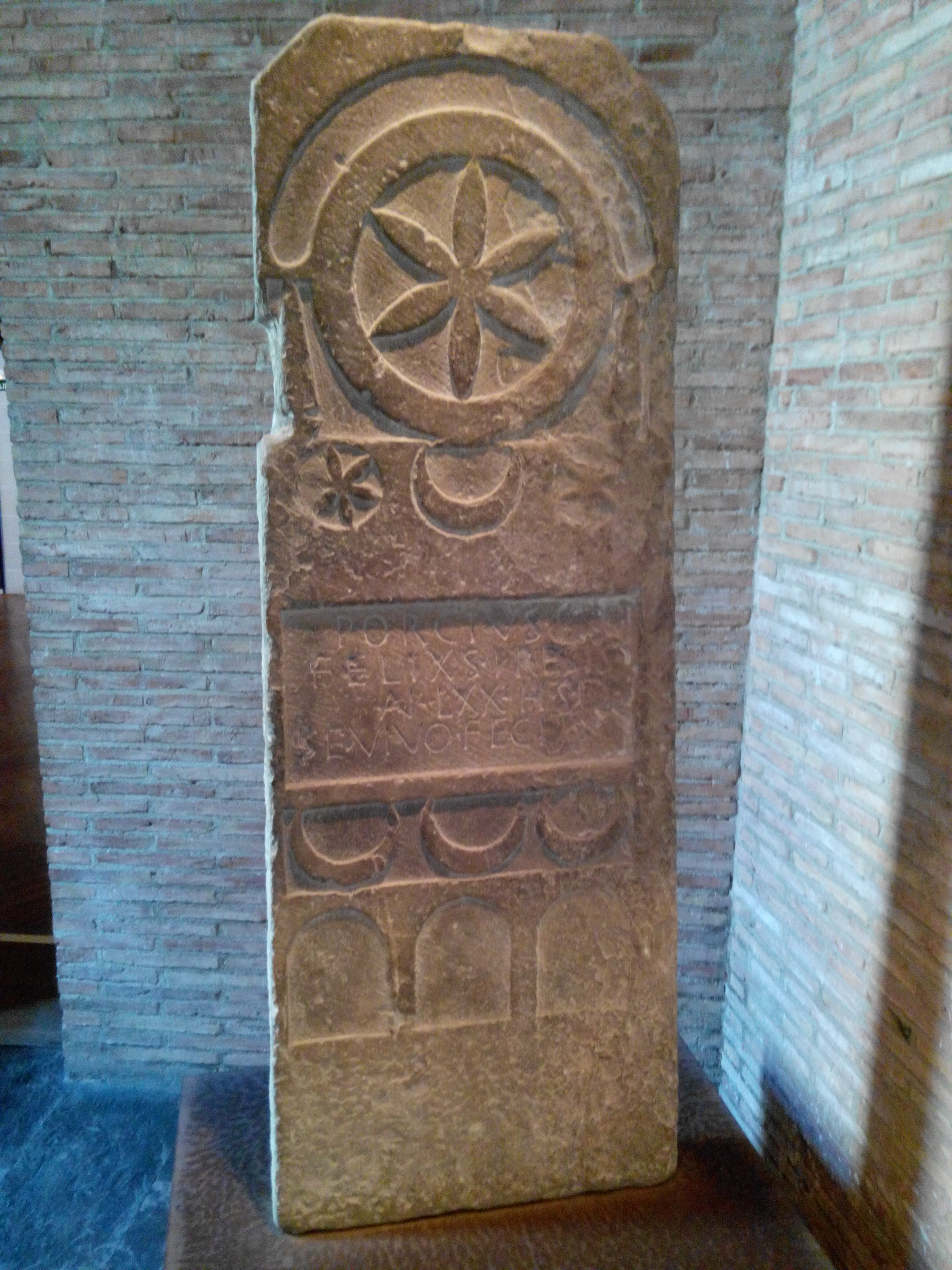
Inscripción funeraria en arenisca, de grano fino, y de forma prismática. Se lee:
Porcius
Felixs, k(a)re(n)sis,
an(norum) LXX. H(ic) s(itus) e(st).
Se vivo fecit.
es decir:
«Porcio Felíx, carense, de 70 años, yace aquí enterrado. Construyó la sepultura a su costa estando vivo».
Museo de Navarra (AE, 1962, 398)

Los yacimientos arqueológicos prehistóricos localizados en el paraje carcastillejo de El Congosto, en el de Chátiva y la Val del Rey evidencian un temprano asentamiento de grupos humanos en época como la Edad del Hierro I, Edad del Bronce, incluso Eneolítico. La evidencia de esta presencia humana se hace más rotunda y abundante durante la época de la romanización. La situación geográfica del lugar, en el paso natural que se abre del bajo valle del Aragón donde el río se hace vadeable ha llevado a considerar la localidad como punto relevante de la comunicación entre Pompelo y Cesaraugusta a través de Cara, por un lado, y entre los Pirineos y las Bardenas Reales, por el otro.
Sobre la relevancia como puesto avanzado, incluso fortificado, en la formación de la frontera inicial entre el reino de Pamplona y los dominios Banu-Qasi deja ya constancia el historiador José María Lacarra en distintos pasajes de su Historia del reino de Navarra en la Edad Media.
En 1125 Alfonso I el Batallador, rey de Aragón y de Pamplona, concede a su pobladores el Fuero de Medinaceli. Este documento fue enviado por la localidad soriana y se observa que los pobladores de la localidad navarra se limitan a reemplazar el nombre de un lugar por el otro. Sería esta concesión una herramienta de defensa utilizada por la villa tras su incorporación a los dominios señoriales del monasterio de la Oliva. Se tiene noticia que el lugar fue donado en 1162 por Sancho VI el Sabio al monasterio de la Oliva que pocos años antes se había fundado auspiciado por su padre, García Ramírez. Desde entonces, y hasta mediados del siglo XIX, tras las desamortizaciones, Carcastillo, al igual que las vecinas Murillo el Fruto, Mélida y Santacara, estarán regidas como villas abadengas.
Durante el siglo XIV, por su carácter fronterizo, también será lugar intermedia del cobros de peajes medievales. Fue un puesto dependiente de Sangüesa que atendía al comercio aragonés llegado desde Ejea y Sádaba.
Existen noticias documentadas de que dentro del actual término municipal hubo otros núcleos de población ya abandonados, en muchos casos sin rastro constructivo ni toponímico:
- Encisa: Es uno de los más documentados, ya que figura en la documentación olivense cuando fue donado el término por voluntad real.[27] Habría estado situado junto a la vía agropecuaria conocida como la Cañada Real de los Roncaleses, hacia la parte meridional del término municipal, antes de Figarol, pegado a la carretera NA-128.[28] En 1129 recibió de Alfonso I el Batallador el fuero de Cornago al igual que anteriormente lo había recibido Cabanillas (1127) y Araciel (1128).[29][30]
- Marcuella: Habría estado situado al sureste de la villa, inmediato al pinar de Larrate, al norte del despoblado de Encisa, y, a oriente de la Corraliza, monte del Saso. Los vestigios se hallan a la vista, denotando alguna importancia. Consta su existencia por el Becerro del Monasterio de la Oliva, en el inventario de los bienes olivenses, y fue cedido al abad Bertrando el año 1150 por el García Ramírez, el Restaurador, poco antes de fallecer.[28]
- Villazuruz: Ambos citados por José María Jimeno Jurío y Ricardo Ciérvide, habría estado localizado en la muga sur de Carcastillo con Mélida. No queda vestigio alguno, ni como topónimo, ni en forma de ruinas.[28]

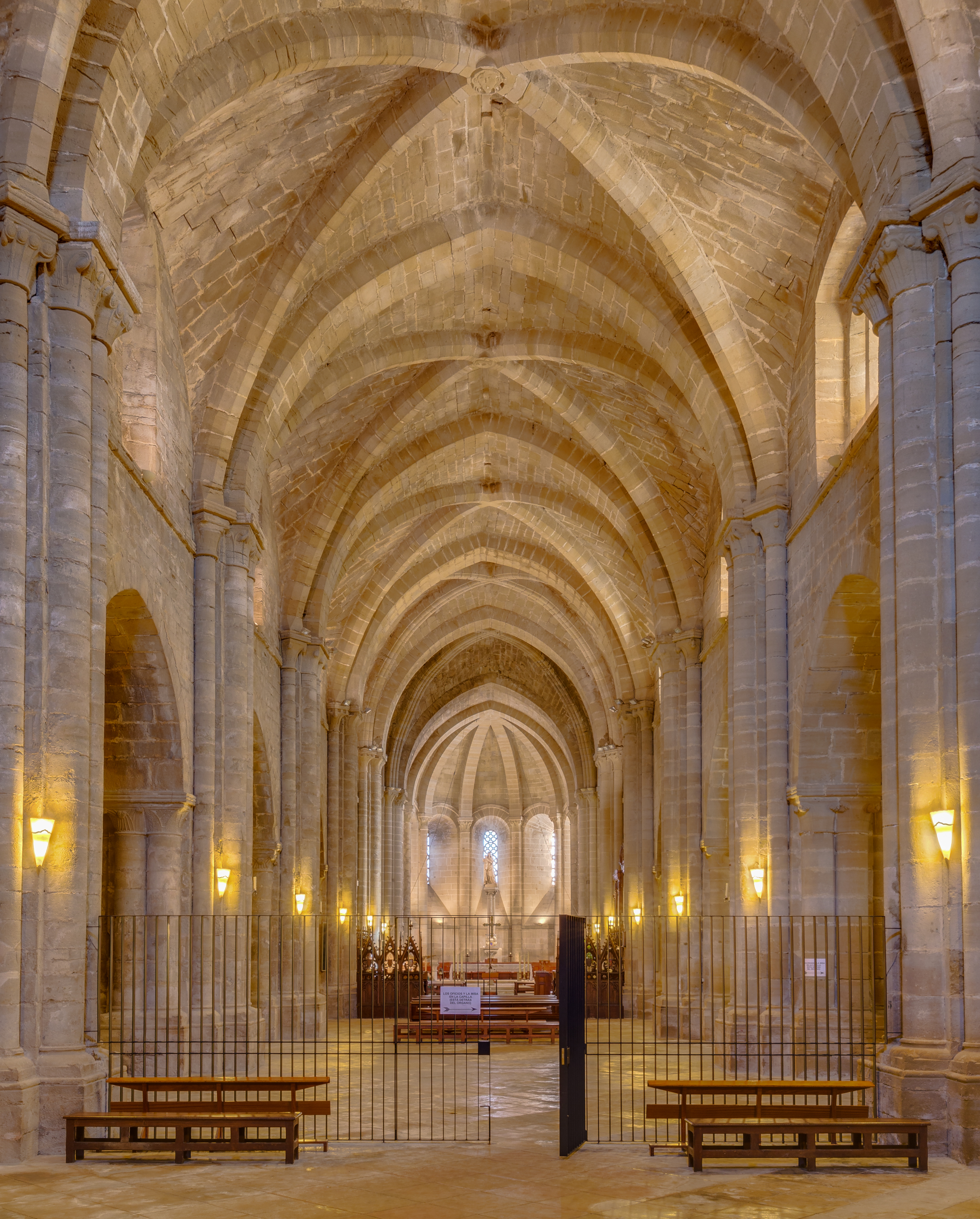
Monasterio de la Oliva

Durante la guerra de sucesión española, en plena frontera entre ambas causas sucesorias, sufrió el saqueo de las tropas del archiduque Carlos el 23 de octubre de 1706. La población había logrado huir cruzando el río y sólo quedaban el alcalde, el cura y algunos desvalidos que no ofrecieron resistencia. A pesar de ello, el lugar fue sometido a un intenso saqueo.
En el primer tercio del siglo XX, en un estudio sobre cuestiones agrarias de Navarra, sus autores, Juan Jesús Virto Ibáñez y Víctor Manuel Arbeloa Muru describían así su término:

No abundan en la Ribera pueblos como Carcastillo que gocen de unos bienes comunales tan amplios, 67.300 robadas en el período de nuestro estudio, que estaban dedicadas al cultivo de cereales, pastos y leña. Las quince corralizas de su comunal: Figarol, El Prado, Aperregui, Chátiva, Cabras, Arbejal, entre otras, subastaban los pastos, excepto la mayor de todas, Larrate, con 100.000 robadas, reservada exclusivamente a la cabrería y dulas concejiles.
Manchas de arbolado cubrían a su vez La Venta y parte de Larrate con plantaciones de pinos. Cercano a la villa se encuentra situado el Monasterio de la Oliva, propiedad en los años veinte del banco La Agrícola de Pamplona.

También informan estos autores que a principios de ese siglo XX se formó la Sociedad La Esperanza con 59 socios fundadores y con el fin de comprar las corralizas denominadas Villar, Arbeja, Pralobera, Cabras y Corral Bajo por un importe de 185.000 pesetas. En la fecha de su constitución, septiembre de 1909, figuraban Serapio Alfaro e Inocente Peralta como presidentes y secretarios respectivamente.

## Cultura

### Patrimonio

#### Monumentos epigráficos
De época romana se ha conservado una estela funeraria que parece proceder de Carcastillo y que, para el siglo XVI, ya había sido trasladada al claustro del Monasterio de la Oliva. Posteriormente se trasladó a Pamplona estando actualmente en la exposición del Museo de Navarra. El personaje mencionado en este monumento epigráfico, Porcius Félix, era originario de la vecina Cara. Esta mansio viaria, en la actual Santacara, se encontraba en la ruta de Cesaraugusta (Zaragoza) a Pompelo (Pamplona), como así se recoge en el Itinerario de Antonino y en el Cosmógrafo de Ravena.

#### Monumentos religiosos
- Monasterio de la Oliva. Monasterio cisterciense del (siglo XII)
- Iglesia de El Salvador del (siglo XIII) de acusado estilo cisterciense.

#### Monumentos civiles
- Palacio Señorial de los Abades de La Oliva del (siglo XVI) (Casa Malle), catalogado como palacio cabo de armería.

Hay noticias de la existencia de restos de un castillo hasta mediados del siglo XIX, pero en la actualidad no hay mayor evidencia, salvo en algunos odónimos (microtóponimos) usados en la villa para determinadas zonas como el Fuerte o el Portal.

### Deporte

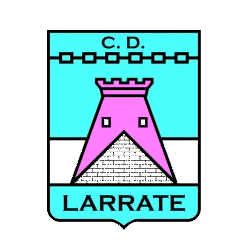
CD Larrate

En Carcastillo hay un club de fútbol, CD Larrate, con sus distintas categorías: desde los más pequeños hasta el equipo de primera regional. En el pueblo también se ha creado hace muy poco un club cicloturista, y hacen rutas por pueblos siempre que pueden. Los sábados, en el pabellón polideportivo, hay una liga comarcal de fútbol sala. En Carcastillo también hay equipos de balonmano femenino y masculino con diferentes categorías.

### Fiestas

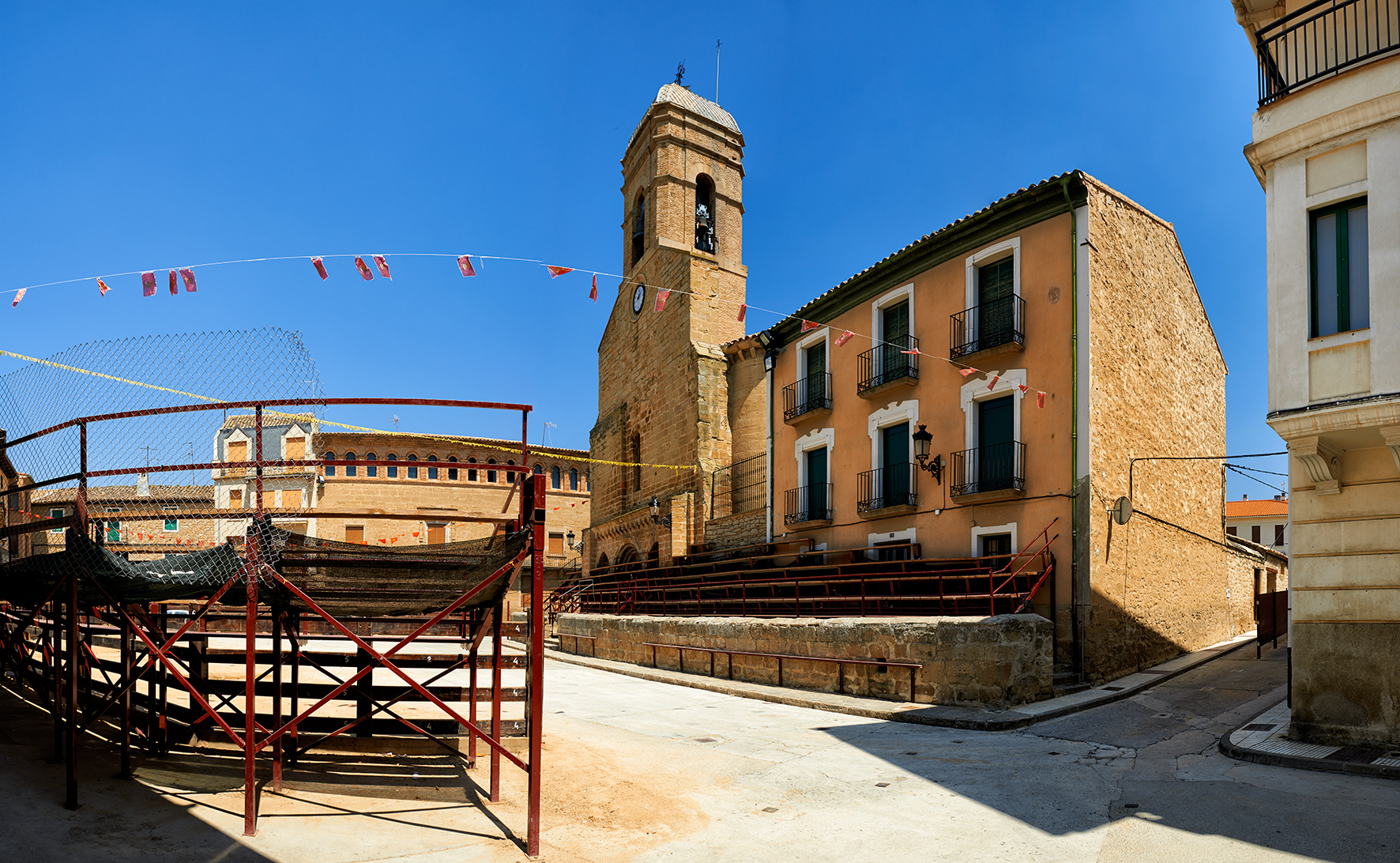
Carcastillo en fiestas

Las fiestas de Carcastillo se celebran el primer domingo de agosto; duran 9 días: la víspera (sábado anterior) y 8 más. Durante las fiestas, todos los días hay espectáculos, bien por la mañana, tarde o noche, donde ancianos, mayores y jóvenes disfrutan de las fiestas patronales de su localidad.
En el pueblo también se celebran fiestas cómo los Carnavales o el Día de las Bardenas en septiembre (Fiesta de la trashumancia). Además, el pueblo cuenta con la asociación juvenil Zarragaztelu, que se encarga de organizar fiestas y eventos a lo largo del año. La localidad cuenta con más organizaciones culturales (Asociación de mujeres Avance, Asociación de jubilados La Atalaya, Grupo de teatro Define’s) que también se encargan de llenar el calendario con eventos culturales.

## Personajes célebres
- Juan Alfaro Jiménez (1914-1994), jesuita, teólogo de la Universidad Pontificia Gregoriana.[40]
- Jesús Igal Alfaro (1920-1986), jesuita, filólogo clásico y catedrático de filosofía en la Universidad de Deusto.
- Ángel Antoñanzas Visus (1924-2020), jesuita, organista y director de la Escolanía Loyola.
- Marcelino Garde Villafranca (1925-1990), sacerdote y escritor, recopilador e impulsor del uskara roncalés, director del suplemento en euskara de la revista Príncipe de Viana.
- Ricardo Visus Antoñanzas (1931-2020) tenor y cantante lírico, además de profesor y director.
- Julio Ariza (1957) expolítico y empresario que actualmente preside el Grupo Intereconomía.